# 海洋金融中心
海洋金融中心（英語：Ocean Financial Centre）是一棟位於新加坡市中心萊佛士坊的辦公大樓，建築高度為245公尺（804英尺），共43層，可搭乘新加坡地鐵到萊佛士坊地鐵站抵達。目前與濱海灣金融中心三座、濱海舫一座、萊佛士碼頭一號北座同為新加坡第五高摩天大樓。
海洋金融中心取名源自於其舊址為海洋大樓（Ocean Building），大樓改建完工後，原大樓承租戶大多也繼續留在新大廈內。大廈建築特色為大量使用光伏陣列電池在大樓外牆上。
2011年10月17日，原大廈所有者吉寶企業子公司吉寶置地有限公司（Keppel Land International Limited）以20億新加坡元将该楼賣給轄下K-REIT Asia。

## 圖片集

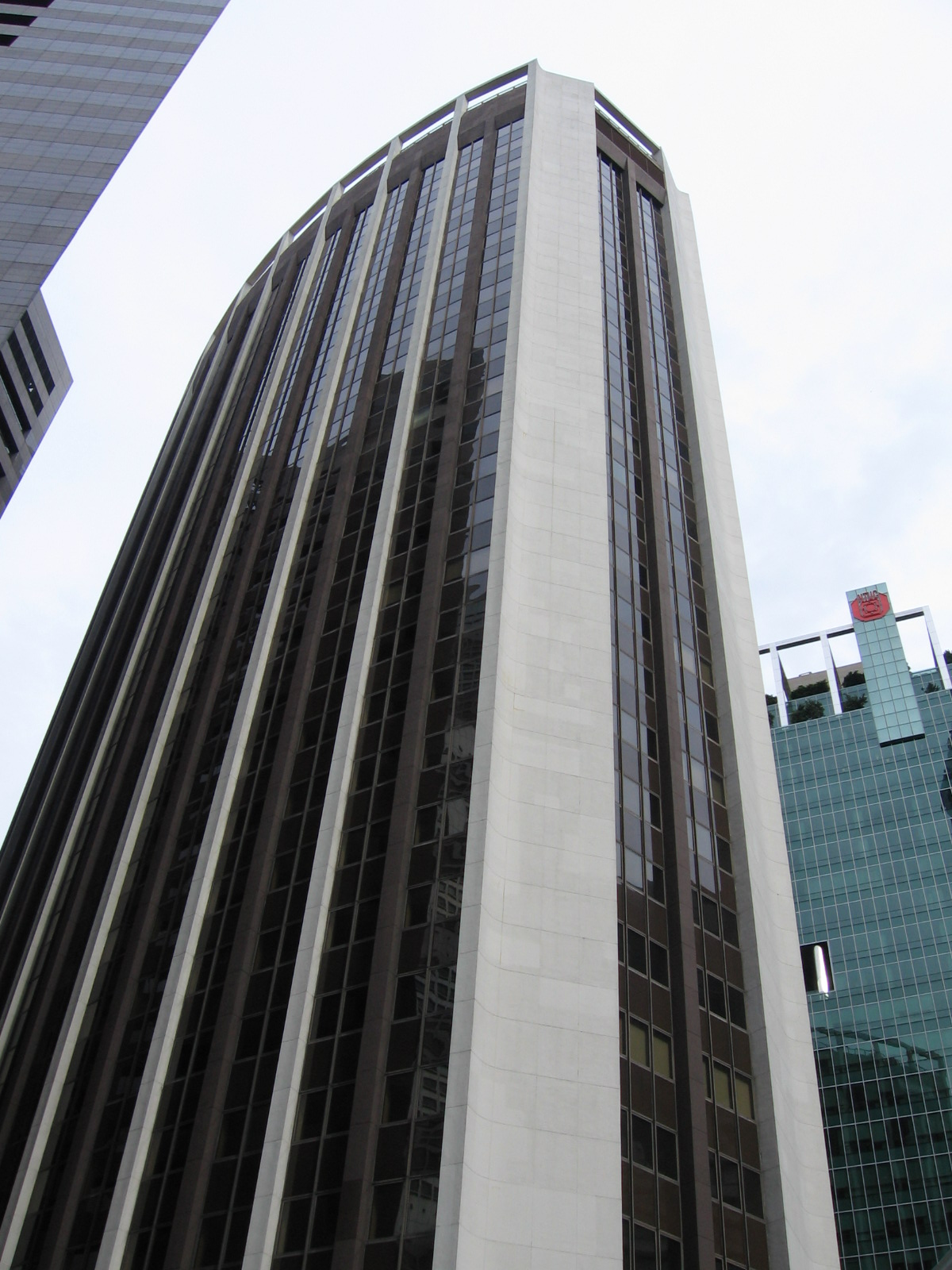
原海洋大樓（Ocean Building）（2005年12月）
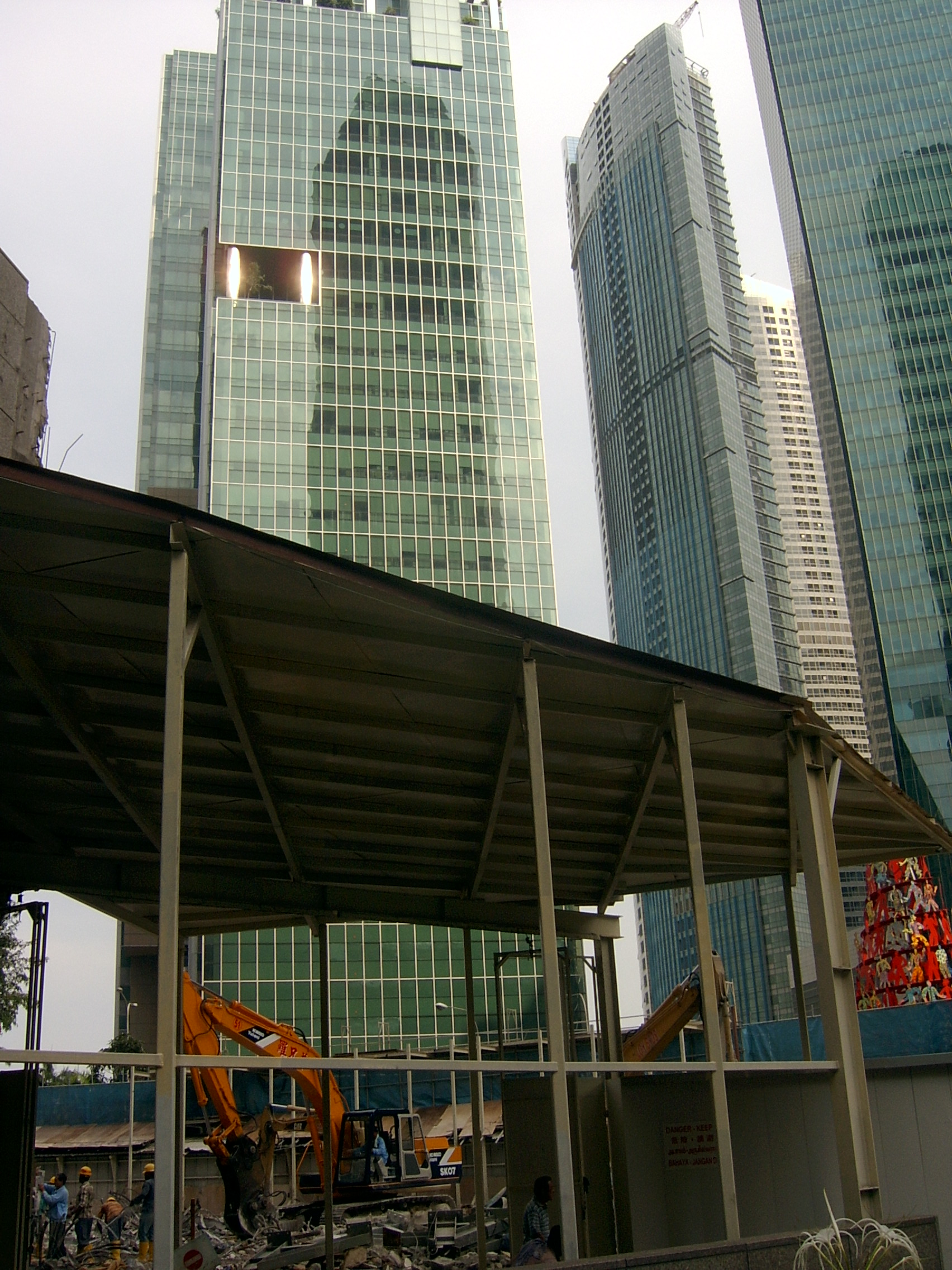
原海洋大樓拆除後工地，濱海舫位於後方。
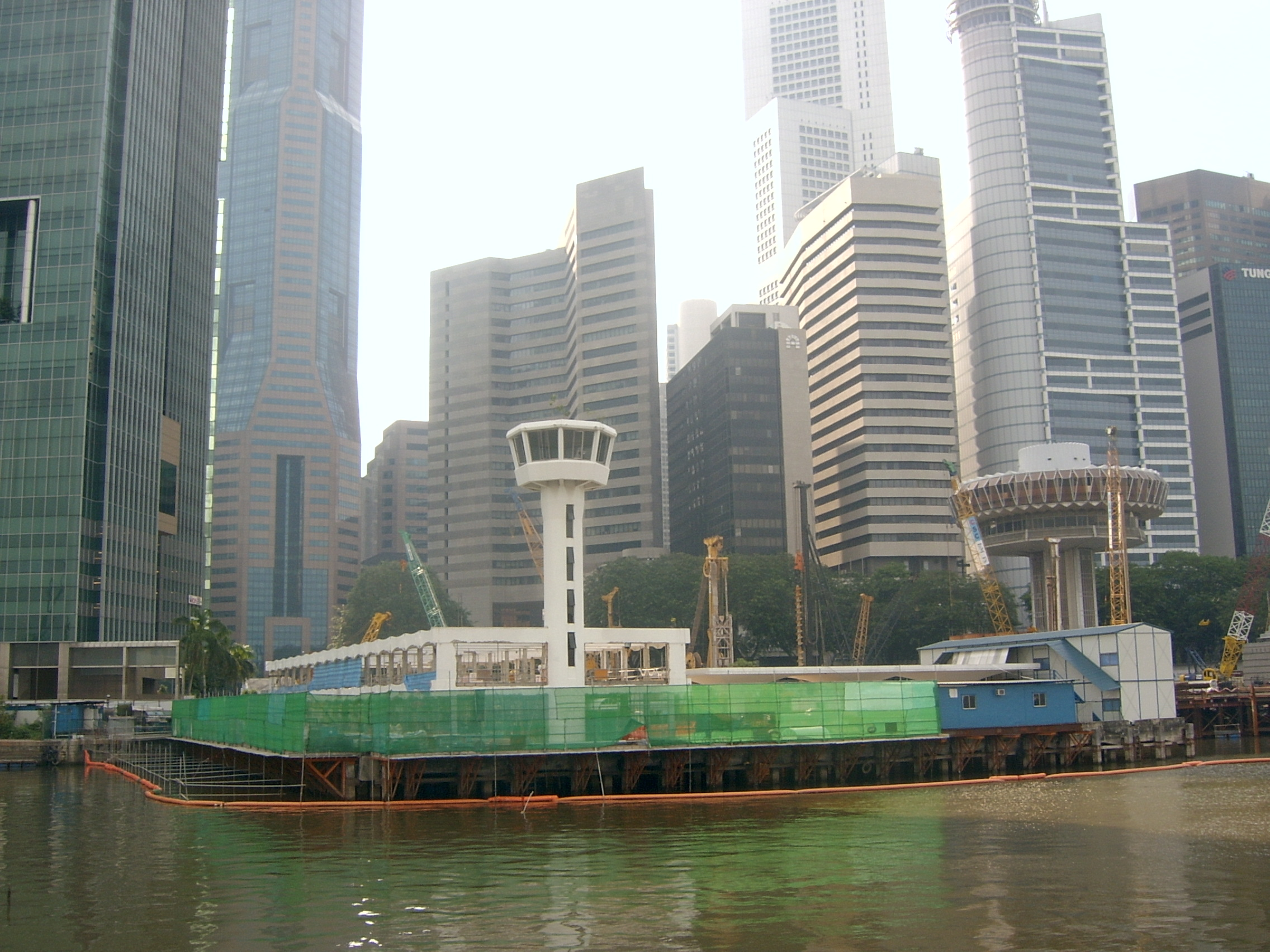
從濱海灣望向興建中的新加坡海關大樓，在海關大樓左後方為海洋金融中心，共和大廈位在海洋金融中心後方。
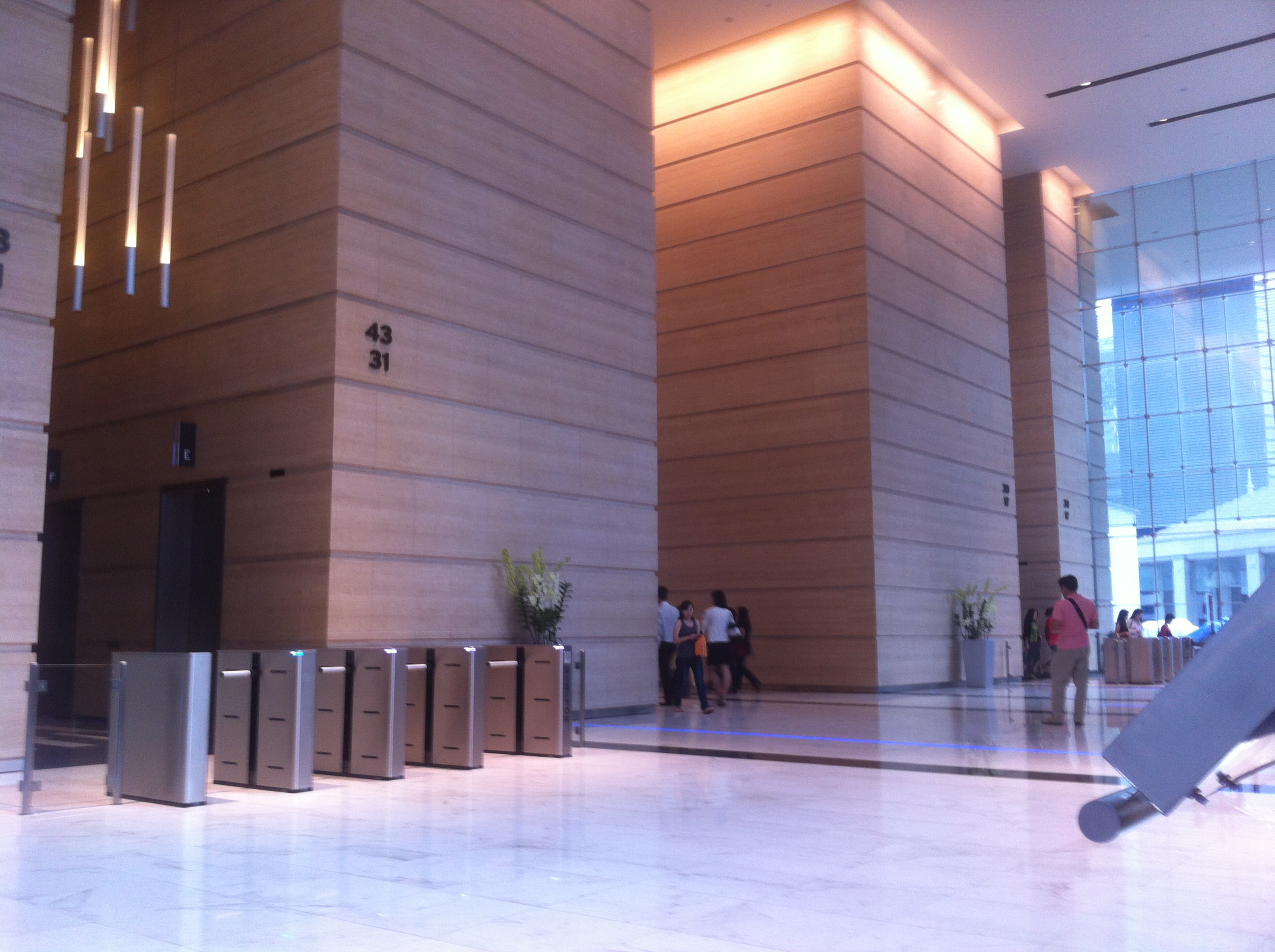
海洋金融中心大廳

## 外部連結
- Ocean Financial Centre – an unofficial news site.